# 南蘇丹鎊
南蘇丹鎊（英語：South Sudanese pound）是南蘇丹在2011年7月等值取代蘇丹鎊的流通貨幣。

## 历史
南蘇丹共和國在2011年7月9日0时宣告獨立。从7月18日起，南苏丹拥有自己的货币南苏丹镑，其汇率与苏丹货币蘇丹鎊等值。至月底，所有薪水以新货币支付。

## 流通中的貨幣

### 硬幣
- 10 派沙：石油鑽井平台
- 20 派沙：鲸头鹳
- 50 派沙：北白犀
- 1 鎊：長頸鹿
- 2 鎊：非洲盾

### 紙幣
- 5 派沙
  - 正面：约翰·加朗
  - 背面：鸵鸟
- 10 派沙
  - 正面：约翰·加朗
  - 背面：扭角林羚
- 25 派沙
  - 正面：约翰·加朗
  - 背面：尼羅河
- 1 鎊
  - 正面：约翰·加朗
  - 背面：長頸鹿
- 5 鎊
  - 正面：约翰·加朗
  - 背面：桑加牛
- 10 鎊
  - 正面：约翰·加朗
  - 背面：水牛、菠蘿
- 25 鎊
  - 正面：约翰·加朗
  - 背面：劍羚、起重機
- 50 鎊
  - 正面：约翰·加朗
  - 背面：大象
- 100 鎊
  - 正面：约翰·加朗
  - 背面：獅子、瀑布